# Baliceaux
Baliceaux è un'isola disabitata dell'arcipelago delle Grenadine nel Mar dei Caraibi e parte territoriale dello Stato di Saint Vincent e Grenadine. È soprannominata "la Cenerentola delle Grenadine" a causa del fatto che, contrariamente alle altre isole vicine, è totalmente ignorata dai flussi turistici.

## Storia
Nel 1796 sull'isola furono internati circa cinquemila caribi, dopo la sconfitta nella Seconda Guerra Caribe subita da Joseph Chatoyer, il quale guidò la rivolta contro l'occupazione coloniale inglese a Saint Vincent. La metà morì nel campo di concentramento, i rimanenti furono deportati verso l'isola di Roatán, oggi appartenente all'Honduras.